# Estación de Lutxana (Metro de Bilbao)
Este artículo trata sobre la estación de nombre «Lutxana» en la que operan Metro Bilbao y Euskotren Trena.
Para la estación homónima servida por Renfe Cercanías en Baracaldo, véase Estación de Luchana-Baracaldo.
La estación de Lutxana (en la red de metro) o Lutxana-Erandio (en la red de cercanías), es una estación intermodal con servicios de Metro Bilbao y Euskotren Trena, situada en el barrio de Luchana-Enécuri, en el término municipal de Erandio. La estación cuenta con dos sectores paralelos, para metro y cercanías respectivamente, ubicados al mismo nivel de andenes y separados por una línea de canceladoras; a través de ella, es posible hacer transbordos entre ambos modos de transporte.

## Historia y servicios
La primitiva estación de Luchana, en el municipio de Erandio, entró en funcionamiento en 1887, con la inauguración del trazado ferroviario de ancho métrico entre Bilbao y Las Arenas (Guecho), línea de la cual fue una estación intermedia. Posteriormente, constituyó una de las cabeceras del ferrocarril de Luchana a Munguía, inaugurado en 1894, siendo la estación el punto de conexión directa entre ambas líneas. Si bien estaban distribuidos de manera distinta, los dos sectores de los que aún hoy consta la estación datan de aquella misma época.
En el sector oeste, el actual servicio de metro, correspondiente a la línea L1 del sistema, fue inaugurado como tal el 11 de noviembre de 1995, tras una reforma de las instalaciones; inmediatamente antes, en dicho sector de la estación y desde su apertura, se habían ofrecido servicios de cercanías en la línea de Bilbao a Plencia, operada entre 1982 y 1995 por Eusko Trenbideak, justo antes de ser adaptada e integrada en el nuevo servicio de metro. La frecuencia de paso de trenes en dicho régimen es de aprox. 6-7 minutos en cada sentido.
En el sector este, el servicio de cercanías, hoy operativo solo en días laborables y con frecuencia horaria en cada sentido, corresponde a la línea-lanzadera E3a y fue reinaugurado el 1 de junio de 2015. Previamente, dicho sector de la estación había estado inactivo desde 1997, salvo por contados usos temporales debidos a obras. En dicho año dejó de ofrecerse el servicio de tranvía que, al igual que la actual lanzadera E3a, enlazaba Luchana con la estación de Sondica, pasando por distintos apeaderos que servían a zonas industriales, de los cuales el de Sangróniz (también en Sondica) fue el único reacondicionado y reabierto en 2015. Hasta su cierre en 1997 por escasa demanda de pasajeros, el tranvía había mantenido la vida comercial del trazado aún existente de la línea original de Luchana a Munguía, cuyo tramo restante entre Lujua y Munguía había sido cercenado y desmantelado en 1975, a causa de una ampliación de pistas del aeropuerto de Bilbao.
Si bien cada operador aplica sus propias tarifas en sus respectivos servicios, la estación corresponde a la zona 2 del CTB tanto para metro como para cercanías.

## Acceso
- C/ San José, 16
- C/ San José, 16
- C/ San José, 25
- C/ San José, 17